# Rubus watsonii
Rubus watsonii är en rosväxtart som beskrevs av Frederick William Mills. Rubus watsonii ingår i släktet rubusar, och familjen rosväxter. Inga underarter finns listade i Catalogue of Life.